# Álvaro Siza

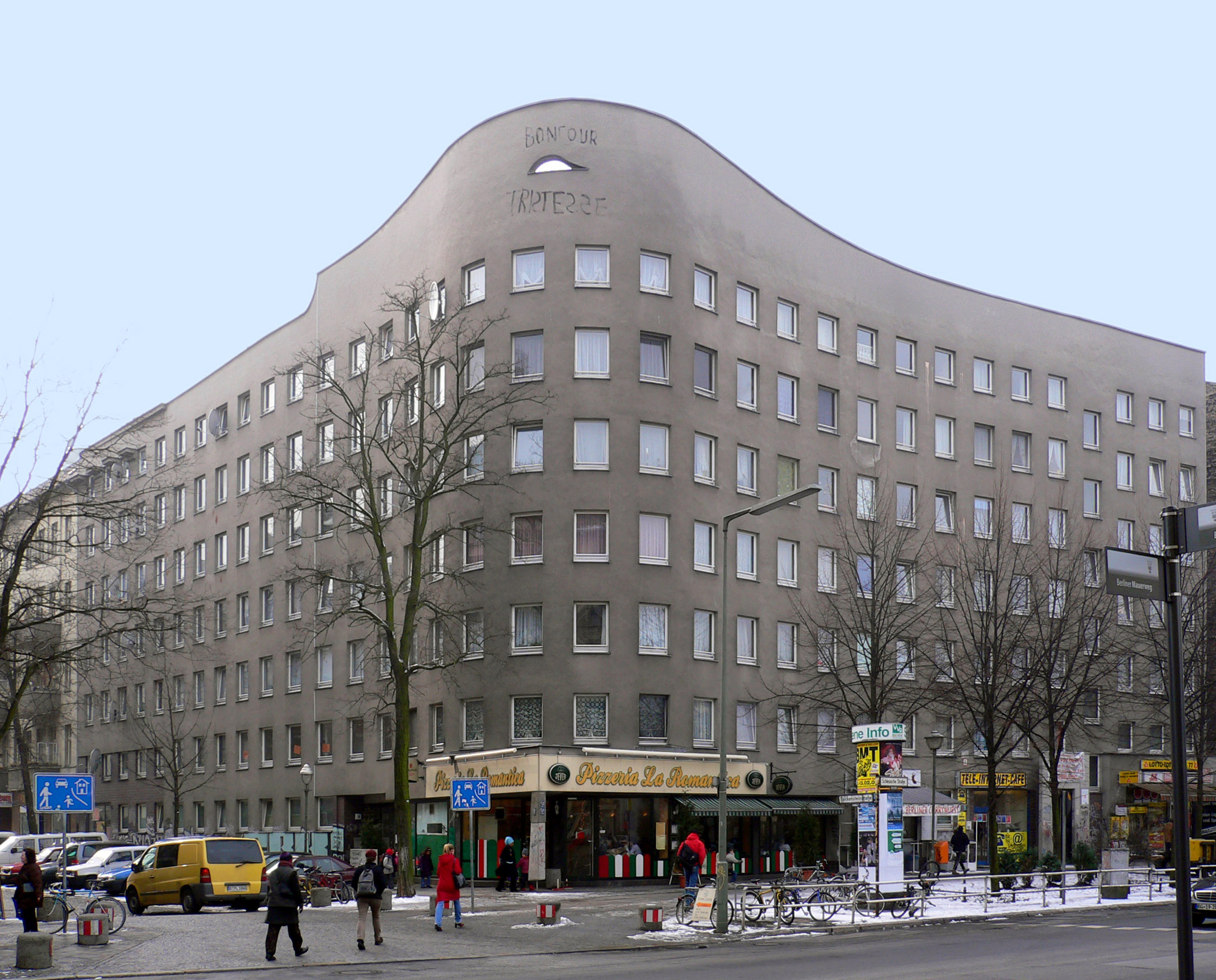
Berlín, Schlesische Straße, edificio "Bonjour Tristesse", por Álvaro Siza Vieira.

Álvaro Joaquim de Melo Siza Vieira (Matosinhos, Portugal, 25 de junio de 1933), conocido en Portugal como Álvaro Siza Vieira o Siza Vieira,  es un arquitecto portugués.

## Biografía
Álvaro Siza nació en Matosinhos, puerto pesquero próximo a Oporto. Quiso ser escultor, pero se matriculó en Arquitectura para no contrariar a su padre, principalmente tras visitar Barcelona al final de la década de 1940 y ver las obras del arquitecto catalán Antoni Gaudí. Su mayor influencia fue el Coliseo Romano.
Licenciado en Arquitectura por la vieja Facultad de Bellas Artes de la Universidad Oporto, en 1966, ahora conocida por Faup, nueva Faculdade de Arquitectura da Universidade do Porto. Este arquitecto de reconocido prestigio, enhebra sus edificios como si fueran poesía musical. Fue profesor de la Escuela Superior de Bellas Artes de Oporto entre 1966 y 1969 y profesor adjunto de Construcción en la Facultad de Arquitectura de la misma ciudad desde 1976. También ha sido profesor visitante en Lausana, Pensilvania, Bogotá y Harvard. Es Director del Plan de Recuperación de Schilderseijk en La Haya y de la reconstrucción del Chiado en Lisboa.
En Bilbao ha construido un edificio en forma de L, para la Universidad del País Vasco (UPV/EHU), el Paraninfo de la Universidad, en la zona céntrica de Abandoibarra. En 2011 es nombrado doctor honoris causa por la Universidad de Sevilla y en 2014 por la Universidad de Granada.
En 1961 se casó con la artista portuguesa Maria Antónia Siza.

## Vivir una casa
Este texto, focalizado en la construcción casas, de autoría del propio Siza, habla de manera profunda acerca del paso del tiempo en el espacio, un muy real enfrentamiento a las situaciones cotidianas desarrolladas dentro de este y una importante descripción hacia algo que es clave en el diseño del arquitecto: el habitar.
Siza también describe la responsabilidad y la multifuncionalidad que debe tomar el usuario al afrontar la heroica tarea de adquirir una casa; en palabras del autor: “… considero heroico poseer, mantener y renovar una casa" (1994, p 10). Asimismo, al inicio del texto, Àlvaro Siza describe la casa como "… una máquina complicada en la que cada día se avería una cosa…" (1994, p 9). Este entendimiento proviene del pensamiento y de la honda concepción que Siza posee sobre el hogar y su diario habitar.
Como cierre del texto, Àlvaro Siza realza –como un digno galardón- la armónica atmósfera del espacio, resultado de un trabajo ignorado empero palpable en el momento de la experiencia: “…nos sentimos felices…” (Siza, 1994, p 10).

## Estudio
El estudio de Siza se encuentra ubicado en la ciudad de Oporto, en un edificio proyectado por él mismo. Desde el año 1956 hasta la actualidad han sido muchos los arquitectos que han formado parte de su equipo, siendo algunos de los más reconocidos Eduardo Souto de Moura, Bruno Marchand, Roberto Collovà, Fran Silvestre, Peter Brinkert, Rudolf Finsterwalder o Carles Muro.

## Obras más representativas
- 1958: Restaurante Da Boa Nova

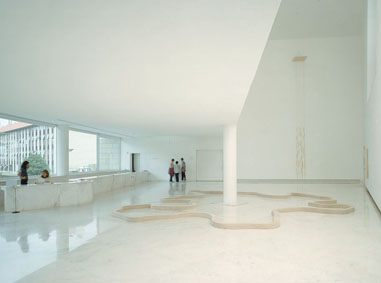
Jürgen Partenheimer, Centro Gallego de Arte Contemporáneo, CGAC, Santiago de Compostela, 1999.

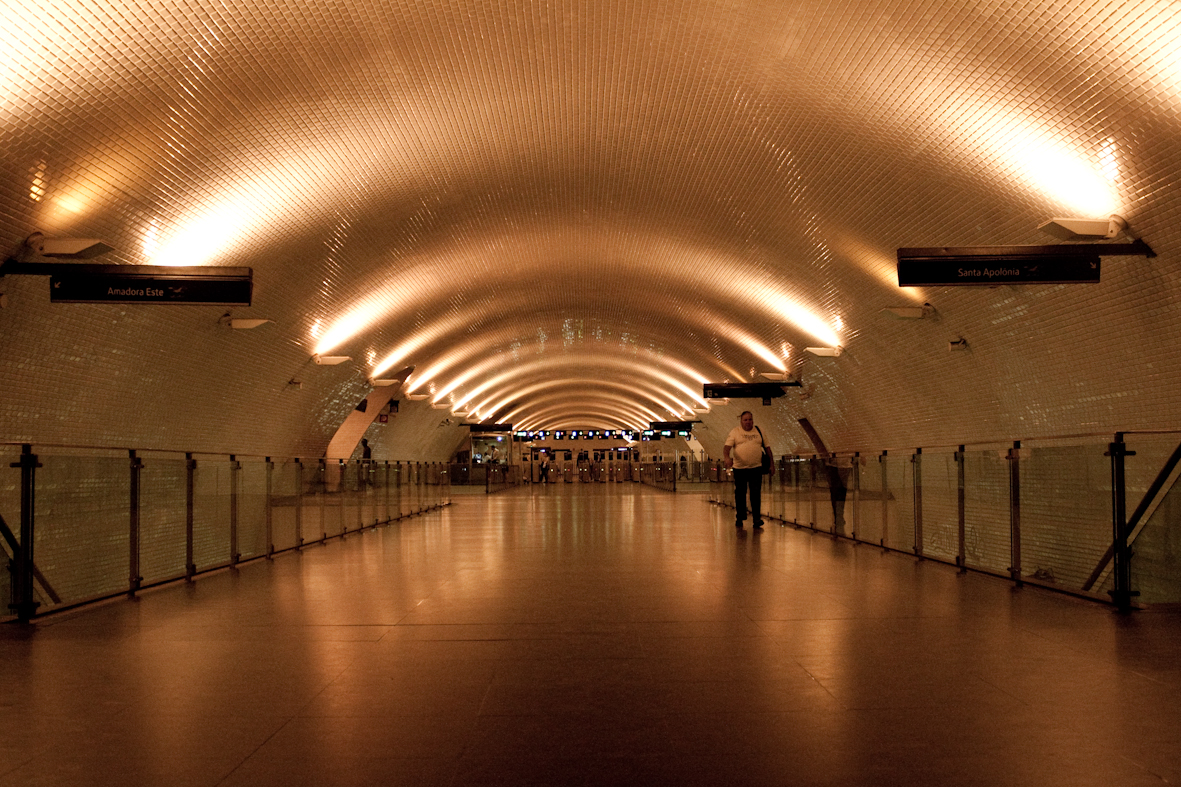
Estación de Metro Baixa Chiado, Lisboa, 1992.

- 1966: Piscinas en Leça de Palmeira
- 1971 a 1974: Filial do Banco Pinto & Sotto Mayor, Oliveira de Azeméis
- 1975 a 1977: Vivienda social SAAL, Bouça II, Oporto
- 1978 a 1986: Agencia bancaria Borges & Irmão, Vila do Conde
- 1988: Edificio Schlesisches Tor en Berlín
- 1988: Facultad de Arquitectura de Oporto
- 1988: Biblioteca de la Universidad de Aveiro Portugal
- 1990: Edificio Torre de Siza en Maastricht, Países Bajos
- 1992: Delegación Territorial de AEMET en Cataluña, en la Villa Olímpica de Barcelona
- 1993: Centro Galego de Arte Contemporánea. Santiago de Compostela
- 1994: Casa Vieira de Castro
- 1996:  Iglesia en Marco de Canaveses
- 1997: Edificio del Rectorado de la Universidad de Alicante
- 1998: Pabellón de Portugal para la Exposición Universal de Lisboa
- 1999: Fundación Serralves, Oporto
- 2000: Facultad de Ciencias de la Comunicación de Santiago de Compostela
- 2000: Rehabilitación del Café Moderno en Pontevedra (sede de la Fundación Caixa Galicia en Pontevedra)
- 2002: Centro municipal de distrito sur, Rosario, Argentina
- 2004: Parc Esportiu Llobregat, en Cornellá de Llobregat
- 2007-2009: New Orleans en Róterdam
- 2008: Fundación Iberê Camargo, en Porto Alegre
- 2009: museo mimesis, Paju Book en Corea del Sur
- 2010: Paraninfo de la Universidad del País Vasco, Bilbao
- 2011: Auditorio Manzana del Revellín, Ceuta
- 2013: Estación de Bomberos Voluntarios de Santo Tirso
- 2013: Teatro-Auditorio en Llinars del Vallés, Barcelona

## Premios
- 1988: Premio Alvar Aalto
- 1988: Premio de Arquitectura Contemporánea Mies van der Rohe
- 1992: Premio Pritzker
- 1998: Praemium Imperiale
- 2001: Premio de la Fundación Wolf de las Artes
- 2002: Leone d'Oro - Bienal de Arquitectura de Venecia: mejor proyecto
- 2002: Premio Grupo Compostela
- 2009: Medalla de Oro del RIBA
- 2011: Medalla de Oro de la UIA
- 2012: Leone d'Oro - Bienal de Arquitectura de Venecia por su trayectoria profesional
- 2019: Premio Nacional de Arquitectura de España

## Exposiciones
- 2014, marzo: Visiones de la Alhambra, en Aedes am Pfefferberg, Berlín. Comisario: Arq. António Choupina[4]
- 2014, junio: Visiones de la Alhambra, en el Vitra Campus, Weil am Rhein. Comisario: Arq. António Choupina[5]
- 2015, febrero: Visiones de la Alhambra, en el Palacio de Carlos V, Granada. Comisario: Arq. António Choupina[6]
- 2015, mayo: Visiones de la Alhambra, en el Museo Nacional de Arte, Arquitectura y Diseño, Oslo. Comisario: Arq. António Choupina - Visita Oficial del Presidente de la República Portuguesa a Noruega[7]
- 2016, julio: Visiones de la Alhambra, en el Museo Aga Khan, Toronto. Comisario: Arq. António Choupina[8]
- 2018, mayo: AlfaroSiza, en Valencia, exponiendo en conjunto con la obra del escultor Andreu Alfaro.[9]